# Proasellus spelaeus
Proasellus spelaeus là một loài chân đều trong họ Asellidae. Loài này được Racovitza miêu tả khoa học năm 1922.